# 마그달레나 안데르손
에바 마그달레나 안데르손(스웨덴어: Eva Magdalena Andersson, 1967년 1월 23일 ~ )은 스웨덴의 정치인으로, 2014년 10월 재무장관이었고, 2021년 11월 사회민주당 대표이며, 스웨덴 최초 여성 총리다. 2021년 11월 24일 스웨덴 의회 표결을 통과하여, 11월 26일에 스웨덴 최초 여성 총리로 취임 예정이었으나, 2022년도 예산안을 두고 연정이 붕괴하면서 국회 표결을 통과한 지 7시간 만에 사임하였다. 하지만 5일만에 국회 표결로 재선출되었다.